# 刘文辉 (上海)
刘文辉（1937年—1967年3月23日），上海人。因为系统地从理论上激烈批评毛泽东及其发动的“文化大革命”，主张民主，于1967年3月23日被判处死刑并执行枪决。

## 生平
1937年出生于上海。1952年大同中学初二辍学，进入沪东造船厂当学徒。1957年，在沪东造船厂被划为“右派分子”，到浙江嵊泗机械厂当辅助工。1962年他被指控为有“蓄谋叛国投敌”等“现行反革命罪行”，被押送回上海“监督改造”，和其父母兄弟一起住在上海日晖新村11号。文革开始后，刘曾写了二本小册子《冒牌的阶级斗争与实践破产论》，《通观五七年来的各项运动》，但是在红卫兵抄家时被抄走，不知下落。 
1966年9月28日，刘文辉写成了《驳文化大革命十六条》万言书，反驳中共中央在同年8月8日发出的《关于无产阶级文化大革命的决定》即“十六条”。他与弟弟刘文忠一起把文章复写了十四份，每份有十张信纸。刘文忠在1966年国庆节休假时去杭州向北大、清华、复旦等14所最著名的学校匿名投寄了这篇文章。因为这篇文章，刘文辉在1966年11月26日被逮捕。1967年3月23日，刘文辉被判处死刑并立即枪决。 

《上海市中级人民法院刑事判决书》上列出的刘文辉“罪行”有： 
1957年“疯狂地攻击共产党的领导和社会主义制度，大肆污蔑我历次政治运动和各项方针政策”，1962年“为首组织反革命集团，阴谋劫船投敌，当无产阶级文化大革命开展后，竟针对我党中央关于无产阶级文化大革命的决定（即十六条），编写了反革命的‘十六条’，分别散发到全国八大城市十四所大中院校，用极其恶毒的语言咒骂我伟大领袖；疯狂攻击我社会主义革命新阶段是‘穷兵黩武主义的新阶段’，社会主义制度是‘战争的策源地’，诬蔑无产阶级文化大革命运动是‘全民大迫害’。同时大肆宣扬资产阶级的‘和平、民主、平等、博爱’，竭力吹捧苏修、美帝……”法院宣称，为“确保无产阶级文化大革命顺利进行”，“判决反革命犯刘文辉死刑，立即执行”。 
刘文辉的弟弟刘文忠先后被关押13年。文革后他们得到“平反”。1982年1月6日，上海市高级人民法院针对刘文辉家属的多次申诉作出判决，平反纠正，“宣告刘文辉无罪”。在此前，刘文辉父亲刘宗汉和弟弟刘文忠的“反革命罪”也被彻底平反。2004年，刘文忠写的《风雨人生路》一书在澳门出版。书中记叙了刘文辉和他们一家人的故事。

## 亲属关系
父亲：刘忠汉
四弟：刘文忠

## 相关作品
刘文忠著《反文革第一人及其同案犯》